# Episodi di Thierry La Fronde (terza stagione)
La terza stagione della serie televisiva Thierry La Fronde è stata trasmessa in anteprima in Francia dalla ORTF tra il 20 dicembre 1964 e il 21 marzo 1965.
| nº | Titolo originale                 | Titolo italiano | Prima TV Francia | Prima TV Italia |
| -- | -------------------------------- | --------------- | ---------------- | --------------- |
| 1  | Le retour de Thierry             |                 | 20 dicembre 1964 |                 |
| 2  | Les héros                        |                 | 27 dicembre 1964 |                 |
| 3  | Le château mystérieux            |                 | 3 gennaio 1965   |                 |
| 4  | Le diable ne meurt jamais        |                 | 10 gennaio 1965  |                 |
| 5  | Toque y si gausses               |                 | 17 gennaio 1965  |                 |
| 6  | La mission secrète de Taillevent |                 | 31 gennaio 1965  |                 |
| 7  | Les Tuchins                      |                 | 7 febbraio 1965  |                 |
| 8  | Le signe du sagittaire           |                 | 14 dicembre 1965 |                 |
| 9  | Thierry mourra demain            |                 | 21 febbraio 1965 |                 |
| 10 | La chanson d'Isabelle            |                 | 28 febbraio 1965 |                 |
| 11 | Les secrets du prieur            |                 | 7 marzo 1965     |                 |
| 12 | La ville morte                   |                 | 14 marzo 1965    |                 |
| 13 | La route de Calais               |                 | 21 marzo 1965    |                 |